# Baltasar Padrón
Baltasar Padrón (Islas Canarias, ? - Caracas, 1817) fue un hacendista español, nacido posiblemente en las Islas Canarias.

## Biografía
Llegó a Venezuela en 1778, donde se desempeñó como hacendista, primero en Maracaibo de administrador de la Renta del Tabaco y como fiscal de la Real Hacienda (1779-1786); y en Guanare (1786-1788).
Trasladado a la ciudad de Caracas en 1810, apoya al movimiento emancipador.

## Primer Triunvirato
Por decreto legislativo del 6 de marzo la Junta Suprema que desde abril de 1810 gobernaba a Venezuela cesó en sus funciones. Su presidente (que era entonces Feliciano Palacios Blanco) entregó el poder al Triunvirato, el cual empezó sus actividades en la tarde del mismo día 6, esta junta estaba conformada por el mismo Baltasar Padrón, el jurista Cristóbal Mendoza y el militar Juan Escalona, quienes se turnaban cada semana para ejercer la presidencia de la nueva República. El 5 de julio de 1811 refrendó el Acta de la Independencia. Una de las gestiones más notables del Poder Ejecutivo durante ese período fue la conclusión de un tratado de amistad y alianza con el Estado de Cundinamarca, fruto de la misión diplomática llevada a cabo en Bogotá por el canónigo José Cortés de Madariaga. El mandato del triunvirato del que formó parte, gobernó la República hasta el 21 de marzo de 1812, después de realizadas las elecciones en las provincias, el Congreso escogió el 21 de marzo entre las 9 personas que habían recibido el mayor número de sufragios a los integrantes del nuevo Poder Ejecutivo. Fueron estos Fernando Rodríguez del Toro, Francisco Javier Ustáriz y Francisco Espejo.

## Pospresidencia
Se apartó del movimiento independentista y juró lealtad al rey Fernando VII, de quien recibió una pensión. Falleció en Caracas, por entonces en poder de las tropas realistas, en 1817.